# Psychotria perferruginea
Psychotria perferruginea är en måreväxtart som beskrevs av Julian Alfred Steyermark. Psychotria perferruginea ingår i släktet Psychotria och familjen måreväxter. Inga underarter finns listade i Catalogue of Life.